# Нуэстра Фамилия
«Нуэстра Фамилия» (от исп. Nuestra Familia — «Наша Семья») — тюремная преступная организация мексикано-американцев северной Калифорнии. В то время как члены Нортеньос в большинстве своем входят в состав «Семьи», не все её члены являются северянами. Некоторые правоохранительные агенты допускают, что Нортеньос откололись от «Семьи» с тем, чтобы отвлечь внимание тюремной администрации от «Семьи».

## Корни
Нуэстра Фамилия появилась либо в тюрьме Фолсом, Калифорния, либо Соледад, Калифорния в 1968 году.
В конце 60х заключенных калифорнийских тюрем латиноамериканцы начали разделяться на две враждующие группы, Нашу Семью и образовавшуюся в 1957 году Мексиканскую Мафию, согласно территориальному признаку (границей между севером и югом стал городок Делано, Калифорния).
Наша Семья стала противником латиноамериканцев юга штата, составляющих мексиканскую мафию — ЛаЭме. И хотя целью создания ЛаЭме была защита мексиканцев в тюрьмах, в то же время чувствовалась откровенная враждебность членов ЛаЭме к латиноамериканцам из сельских местностей севера штата. Сложившаяся ситуация, а также инцидент с воровством пары обуви у Нортеньоса членом ЛаЭме, привела к самой продолжительной войне банд в тюрьмах штата Калифорния.

## Операция Чёрная Вдова
Федеральные правоохранительные органы, долгое время бывшие не в состоянии проникнуть в Нашу Семью, начали активно действовать в конце 90х. В 2000 и 2001 году 22 члена, включая и высокопоставленных лидеров банды, отбывающих заключение в Бухте Пеликанов, были осуждены по закону РИКО по обвинениям в рэкете. Тринадцать подсудимых признали свою вину; другие дела ещё разбираются. Двоим подсудимым грозит смертная казнь за убийства. Согласно данным операции Чёрная Вдова, банда повинна более чем в 600-х убийствах за предыдущие 30 лет.

## Возрождение организации
Последствием операции Чёрная Вдова стал перевод пяти основных лидеров Нашей Семьи в тюрьму супер-строгого режима города Флоренс, штата Колорадо. Устав Нортеньос требует, чтобы лидеры пребывали в тюрьме Залива Пеликанов, и перевод лидеров внес сумятицу в ряды солдат и борьбу за власть в среде генералов.
К власти пришли три новых генерала, однако вскоре двое были понижены в звании, и главой банды стал Дэвид «DC» Сервантес. Возвышение Сервантеса привело к первому в своем роде прецеденту, когда у власти Нашей Семьей стоит единственный человек. Другими лидерами организации в тюрьме Залива Пеликанов являются Даниэль «Аист» Перес, Энтони «Чуко» Гильен и Джордж «Кукла» Франко. В то время как солдаты и капо Нашей Семьи повинуются приказам Сервантеса, некоторые члены банды остаются лояльны бывшим генералам и капо, заключенным в Колорадо.

## Членство
Хотя Наша Семья — это прежде всего банда мексикано-американцев, членство в ней иногда получают и другие латиноамериканцы, равно как и не-латиноамериканцы. Члены организации дают клятву крови и пожизненно остаются её членами. Устав организации требует отвести на второй план женщин, деньги и наркотики, а организации уделять первостепенное внимание. Членство в банде распространяется и вне стен тюрьмы. Женщинам не позволяется стать полноправными членами банды, но их часто используют для передачи информации и передачи наркотиков, так как считается, что правоохранительные органы обращают на них меньше внимания.

## Символы
Члены Нашей Семьи носят красные банданы для самоидентификации. Другие символы включают в себя использование номера 14, так как буква «N» — 14-я в английском алфавите. Члены Нашей Семьи часто используют изображение сомбреро и кинжала как символ банды.

## Союзники и противники
Основным врагом Нашей Семьи является Мексиканская мафия. Другими врагами являются Техасский Синдикат, Мексиканеми, Арийское братство и Бульдоги Фресно. Наша Семья является номинальным союзником Чёрной Партизанской Семьи, во многом благодаря общности врагов.